# Ponza
- Para la isla, véase isla de Ponza

Ponza es una localidad y comune italiana de la provincia de Latina, región de Lacio, con 3.344 habitantes. Comprende las cuatro islas de la parte occidental del archipiélago de las islas Pontinas en el golfo de Gaeta en el centro del Mar Tirreno: la isla de Ponza, Palmarola, Zannone, y Gavi. La economía de Ponza se basa esencialmente en la pesca y el turismo de verano. Fue la residencia de Benito Mussolini durante una etapa de la Segunda Guerra Mundial

## Evolución demográfica
| Gráfica de evolución demográfica de Ponza entre 1861 y 2001 |
|                                                             |
| Fuente ISTAT - elaboración gráfica de Wikipedia             |